# Stanislas Adotevi
Stanislas Spero Adotevi (Lomé, 4 de fevereiro de 1934 – Uagadugu, 7 de fevereiro de 2024) foi um filósofo beninense.

## Carreira
Sua obra foi marcada por uma consistente atitude crítica ao movimento negritude, ao qual atribuiu um misticismo regressivo que impede a verdadeira independência africana, e que surge pela assimilação da imagem colonial da África. Contra essa tendência, Adotevi se caracterizou como um forte defensor da modernização e do desenvolvimento, com inspirações da tradição marxista, ainda que tomada como distinta do socialismo africano.

### Ministro
Stanislas Spero Adotevi ocupou cargos políticos e administrativos em seu país, incluindo o de Ministro da Informação em 1963, Ministro da Cultura entre 1965 e 1968, Diretor do Instituto de Pesquisa Aplicada do Daomé (atual Benin) e Diretor dos Arquivos e Museus Nacionais. Ele é creditado como tendo "introduzido a semente da descolonização" no Conselho Internacional de Museus (ICOM) e marcando um momento de grande reflexão sobre o papel dos museus no mundo pós-colonial.

## Morte
Adotevi morreu no dia 7 de fevereiro de 2024, aos 90 anos.

## Publicações

### Livros
- Négritude et négrologues, UGE/PLON, 1970; reeditado por Le Castor astral, 1998, (ISBN 978-2859203542), então co-publicado por Delga-Materia Scritta, 2017
- De Gaulle et les Africains, Chaka, 2004, 185 p. (ISBN 978-2-907768-10-8)

### Artigos
Stanislas Spero Adotevi também é autor de artigos e publicações em inúmeras revistas científicas e periódicos, incluindo:
- Discours d’Alger, Festival Panafricain d’Alger. Éd. Presse algérienne, 1969, traduzido em inglês, italiano, alemão.
- (en) Development and cultural identity. UQ. Été 1973.
- Nkrumah ou le rêve éveillé, Présence Africaine, 1973
- (en) Ethnology and the repossession of the world.-Discourse, 11 – 2, printemps-été 1989
- Les facteurs culturels de l’intégration économique et politique en Afrique. Intégration et coopération régionales en Afrique de l’Ouest, sous la direction de Pascal Lavergne. Paris: Karthala; Ottawa; C.R.D.I., 1996.
- L’Autre Senghor. « Présence Senghor »: 90 écrits en hommage aux 90 ans du poète président.- Paris; Unesco, 1997.
- La diversité culturelle aujourd’hui. IIIe conférence ministérielle sur la culture [de l’Organisation Internationale de la Francophonie]: travaux préparatoires, t. 2., Paris, Agência Intergovernamental para a Francofonia, 2001.
- La diversité culturelle comme vérité de l’universel. Journée de la philosophie à l’Unesco, 2002. Vol. 5, 2002. Paris, Unesco.
- L’UNICEF et nous. Géopolitique africaine, n° 26, 2007
- Senghor le visionnaire: la civilisation de l’Universel de Senghor est-elle toujours une utopie? » Forum d’Assilah (Maroc). 2006.
- Aimé Césaire, l’homme magnifique. À l’écoute de l’Afrique. Edição especial: homenagem da UNESCO a Aimé Césaire, 1913-2008. Paris,Unesco. Etc.
- L’avenir du futur africain, à un ouvrage collectif: 50 ans après, quelle indépendance pour l’Afrique?, publicado por Philippe Rey (2010), sob direção de Makhily Gassama.